# ألبرت دبليو. جونسون
ألبرت دبليو. جونسون (بالإنجليزية: Albert W. Johnson)‏ هو محامي وسياسي أمريكي، ولد في 17 أبريل 1906 في الولايات المتحدة، وتوفي في 1 سبتمبر 1998 في بوكا راتون في الولايات المتحدة. حزبياً، نشط في الحزب الجمهوري. وقد انتخب عضو مجلس نواب بنسيلفانيا وانتخب عضو مجلس النواب الأمريكي.